# Tống Bình
Tống Bình (宋平) là địa danh cũ ở đồng bằng Bắc Bộ có từ thời Nam Bắc Triều tới khoảng giữa thời nhà Đường của Trung Quốc. Địa bàn bao gồm nam Hà Nội (phần phía nam sông Hồng và sông Đuống), đông tỉnh Hà Tây cũ, bắc Hưng Yên và nam Bắc Ninh.

## Lịch sử
- Trong thời kỳ cai trị của người Trung Quốc nó từng có tên là huyện Tống Bình thuộc quận Giao Chỉ, đặt ra từ thời Hiếu Vũ Đế nhà Lưu Tống (454-464), tách ra từ huyện Long Biên đời Tấn.
- Sau đó, huyện Tống Bình được nâng cấp lên quận Tống Bình, gồm 3 huyện: Nghĩa Hoài, Tuy Ninh ở bờ nam sông Hồng (đoạn Từ Liêm, Hoài Đức ngày nay), còn Xương Quốc ở bờ bắc (Đông Anh, Gia Lâm ngày nay). Quận trị là vùng nội thành Hà Nội hiện nay.
- Sau khi nhà Tùy thống nhất Trung Quốc (năm 589) và chiếm nước Vạn Xuân (602) đã đặt lại Tống Bình làm huyện.
- Từ thời Đại Nghiệp (605-616), Tống Bình là quận trị quận Giao Chỉ.
- Năm Vũ Đức thứ 4 nhà Đường (621), đổi tên thành Tống Châu, năm thứ 6 thành châu Nam Tống.
- Năm Trinh Quán thứ nhất (627), bỏ châu, tách một phần khôi phục lại Tống Bình.
- Từ năm Bảo Lịch thứ 1 (725) là phủ trị của An Nam đô hộ phủ.
- Năm 767, Trương Bá Nghi cho xây thành đất tại Tống Bình, sau được Cao Biền củng cố (866), gọi là La Thành. Tên gọi Tống Bình tồn tại khoảng hơn 400 năm.
- Trong lịch sử Việt Nam thời Bắc thuộc, cái tên này gắn với chiến thắng mang tính quyết định của Bố Cái Đại Vương Phùng Hưng, vị anh hùng đã khởi nghĩa chống lại ách thống trị nhà Đường (đánh chiếm thành Tống Bình năm 791). Ngoài ra còn phải kể đến cuộc khởi nghĩa chống thuế của Lý Tự Tiên và Đinh Kiến chiếm thành Tống Bình, chém chết quan đô hộ là Lưu Diên Hựu năm 687; và cuộc tấn công chiếm thành Tống Bình của Mai Thúc Loan năm 714.